# Lenguas etiópicas
Las lenguas etiópicas (también llamado afrosemítico) son un grupo de lenguas semíticas que junto con el antiguo sudarábigo forman una rama de las lenguas semíticas meridionales. Las etiópicas se hablan en Etiopía y Eritrea, y una de esas lenguas también se habla en Sudán.

## Clasificación
La división propuesta entre etiópico septentrional y etiópico meridional fue aceptada durante mucho tiempo (Cohen 1931, Hetzron 1972), sin embargo recientemente Voigt ha puesto en duda esta división bipartita. La clasificación tradicional que distingue entre una rama septentrional y una rama meridional es la siguiente:
- Etiópico septentrional
  - Ge'ez (Etiópico) – lengua muerta, que es lengua litúrgica en la Iglesia ortodoxa etíope, la Iglesia ortodoxa eritrea, la Iglesia católica etíope, y entre los Beta Israel.
  - Tigriña
  - Tigré
  - Dahlik

- Etiópico meridional
  - Transversal
    - Amárico–Argobba
      - Amárico – lengua nacional de Etiopía
      - Argobba

    - Harari – Gurage oriental
      - Harari
      - Gurage oriental
        - Silt'e (Silt'e; variantes: Ulbare, Wolane, Inneqor)
        - Zway (Zay)

  - Periféricos
    - grupo "n":
      - Gafat – extinto
      - Soddo (Kistane)

    - grupo "tt":
      - Mesmes – extinto (a veces considerado parte del Inor)
      - Muher
      - Gurage occidental
        - Masqan (Mesqan)
        - Sebat Bet
          - Gurage de Sebat Bet (variantes: Chaha, Ezha, Gumer, Gura)
          - Inor (variantes: Ennemor [Inor propio], Endegegn, Gyeto)

El semítico es la única rama del afroasiático que tiene una importante difusión fuera de África. Un estudio reciente de Kitchen et al ha propuesto a partir de técnicas de cómputo filogenético basadas en estadística bayesiana que las "lenguas etiosemíticas contemporáneas de África muestran que fueron introducidos de una sola vez a partir de una variedad del sureste de Arabia hace unos 2800 años", y que tras esa rápida introducción el etiópico sufrió una "diversificación rápida" en Etiopía y Eritrea.

## Descripción lingüística

### Comparación léxica
Los numerales en diferentes lenguas semíticas etiópicas septentrionales son:
| GLOSA | Septentrional             | Septentrional          | Septentrional         | Septentrional | Septentrional                | PROTO-ETIÓPICO |
| GLOSA | Ge'ez                     | Tigré                  | Trigriña              | Dahalik       | PROTO-ETIÓPICO SEPTENTRIONAL | PROTO-ETIÓPICO |
| ----- | ------------------------- | ---------------------- | --------------------- | ------------- | ---------------------------- | -------------- |
| '1'   | aħədu (m.) aħati (f.)     | worot (m.) ħatːe (f.)  | ħadə (m.) ħantit (f.) | ħente         | *ħad-                        | *ħad-          |
| '2'   | kɨlʔetu (m.) kɨlʔeti (f.) | kɨlʔot (m.) kɨlʔe (f.) | kɨltə                 | kile          | *kɨlʔ-                       | *kɨlʔ-         |
| '3'   | śələstu (m.) śələs (f.)   | sələs                  | sələstə               | salas         | *śalas                       | *śalas         |
| '4'   | ʔarbaʕtu (m.) ʔarbaʕ (f.) | ʔarbaʕ                 | ʔarbaʕastə            | arbaʕ         | *ʔarbaʕ                      | *ʔarbaʕ        |
| '5'   | ḫəmɨstu (m.) ḫəms (f.)    | ħamɨs                  | ħamuʃtə               | ħamus         | *ḫamus                       | *ḫams-         |
| '6'   | sɨdɨstu (m.) sɨssu (f.)   | sɨs                    | ʃudɨʃtə               | suʔus         | *sidis                       | *sidsis-       |
| '7'   | səbʕətu (m.) səbʕu (f.)   | sabuʕ                  | ʃəwʕatə ʃabʕatə       | sabiʕ         | *sabʕ-                       | *sabʕa         |
| '8'   | səməntu (m.) səmani (f.)  | samān                  | səmantə               | saman         | *samān-                      | *samān         |
| '9'   | tɨsʕətu (m.) tɨsʕə (f.)   | sɨʕ                    | tɨʃʕatə               | tiseʕ         | *tisʕ-                       | *tisʕ-         |
| '10'  | ʕəśɨrtu (m.) ʕəśru (f.)   | ʕasɨr                  | ʕasərtə               | ʕaser         | *ʕaśir                       | *ʕaśir         |

Para las lenguas semíticas etiópicas meridionales se tiene:
| GLOSA | Meridional exterior | Meridional exterior | Meridional exterior | Meridional exterior | Meridional transversal | Meridional transversal | Meridional transversal | Meridional transversal | Meridional transversal | PROTO-ETIÓPICO MERIDIONAL |
| GLOSA | Kistane (Soddo)     | Chana               | Inor                | Mesqan              | Amhárico               | Argobba                | Harari                 | Silt'e                 | Zay                    | PROTO-ETIÓPICO MERIDIONAL |
| ----- | ------------------- | ------------------- | ------------------- | ------------------- | ---------------------- | ---------------------- | ---------------------- | ---------------------- | ---------------------- | ------------------------- |
| '1'   | att                 | at                  | āt                  | āt                  | and                    | hand (m.) handit (f.)  | aħad                   | hadd                   | had                    | *had-                     |
| '2'   | kitt                | xʷet                | wəʔet               | xʷet                | hulett                 | ket                    | koʔot                  | hōʃt                   | hōyt                   | *kiɫʔet                   |
| '3'   | sost                | sost                | soʔost              | sost                | sost                   | sost                   | ʃiʔiʃti                | ʃēʃt                   | ʃeʃt                   | *soʔost                   |
| '4'   | arətt               | arβət               | arβʔət              | arbət               | aratt                  | arbit                  | ħarat                  | arāt                   | ʔarətt                 | *(ʔ)arβʔət                |
| '5'   | ammɨst              | amɨst               | amʔɨst              | ammɨst              | ammist                 | amməst                 | ħammisti               | ammɨst                 | hamməst                | *ħamməst                  |
| '6'   | sɨddɨst             | sɨdɨst              | sɨdɨst              | sɨddɨst             | siddist                | səddəst                | siddisti               | sɨddɨst                | səddəst                | *sɨddɨst                  |
| '7'   | səbatt              | səβat               | saβʔat              | səbət               | sebat                  | saʔint                 | saːtti                 | saʔabt                 | sāβət                  | *saβʔat                   |
| '8'   | sɨmmɨnt             | sɨmʷʉt              | sũːt                | sɨmmut              | simmint                | səmmənt                | suːt                   | sɨmmut                 | summut                 | *səmmənt                  |
| '9'   | zəṭəɲ               | ʒəṭə                | ʒĩʔə̃                | ʒəṭə                | zeṭeɲ                  | ʒʌhṭʷʌɲ                | ziħṭaɲ                 | ziṭṭəɲːə               | zeṭṭeɲ                 | *ziħṭəɲ                   |
| '10'  | assɨr               | asɨr                | asɨr                | assər               | assir                  | assər                  | assir                  | assɨr                  | ʔassər                 | *(ʔ)assɨr                 |